# Municipio de Roane
El municipio de Roane (en inglés: Roane Township) es un municipio ubicado en el condado de Lafayette en el estado estadounidense de Arkansas. En el año 2010 tenía una población de 1498 habitantes y una densidad poblacional de 3,46 personas por km².

## Geografía
El municipio de Roane se encuentra ubicado en las coordenadas 33°6′39″N 93°42′13″O / 33.11083, -93.70361. Según la Oficina del Censo de los Estados Unidos, el municipio tiene una superficie total de 433.07 km², de la cual 420,41 km² corresponden a tierra firme y (2,92 %) 12,66 km² es agua.

## Demografía
Según el censo de 2010, había 1498 personas residiendo en el municipio de Roane. La densidad de población era de 3,46 hab./km². De los 1498 habitantes, el municipio de Roane estaba compuesto por el 57,68 % blancos, el 39,79 % eran afroamericanos, el 0,27 % eran amerindios, el 1,2 % eran asiáticos, el 0,73 % eran de otras razas y el 0,33 % eran de una mezcla de razas. Del total de la población el 2,67 % eran hispanos o latinos de cualquier raza.